# Tîhonivske, Koriukivka
Tîhonivske (în ucraineană Тихонівське) este un sat în comuna Kozîlivka din raionul Koriukivka, regiunea Cernihiv, Ucraina.

## Demografie
Componența lingvistică a localității Tîhonivske
     Ucraineană (100%)
Conform recensământului din 2001, toată populația localității Tîhonivske era vorbitoare de ucraineană (100%).